# Phaenomonas
Phaenomonas  es un género de peces anguiliformes de la familia Ophichthidae.

## Especies
Se reconocen las siguientes especies:
- Phaenomonas cooperae
- Phaenomonas longissima
- Phaenomonas pinnata